# Germán Efromovich

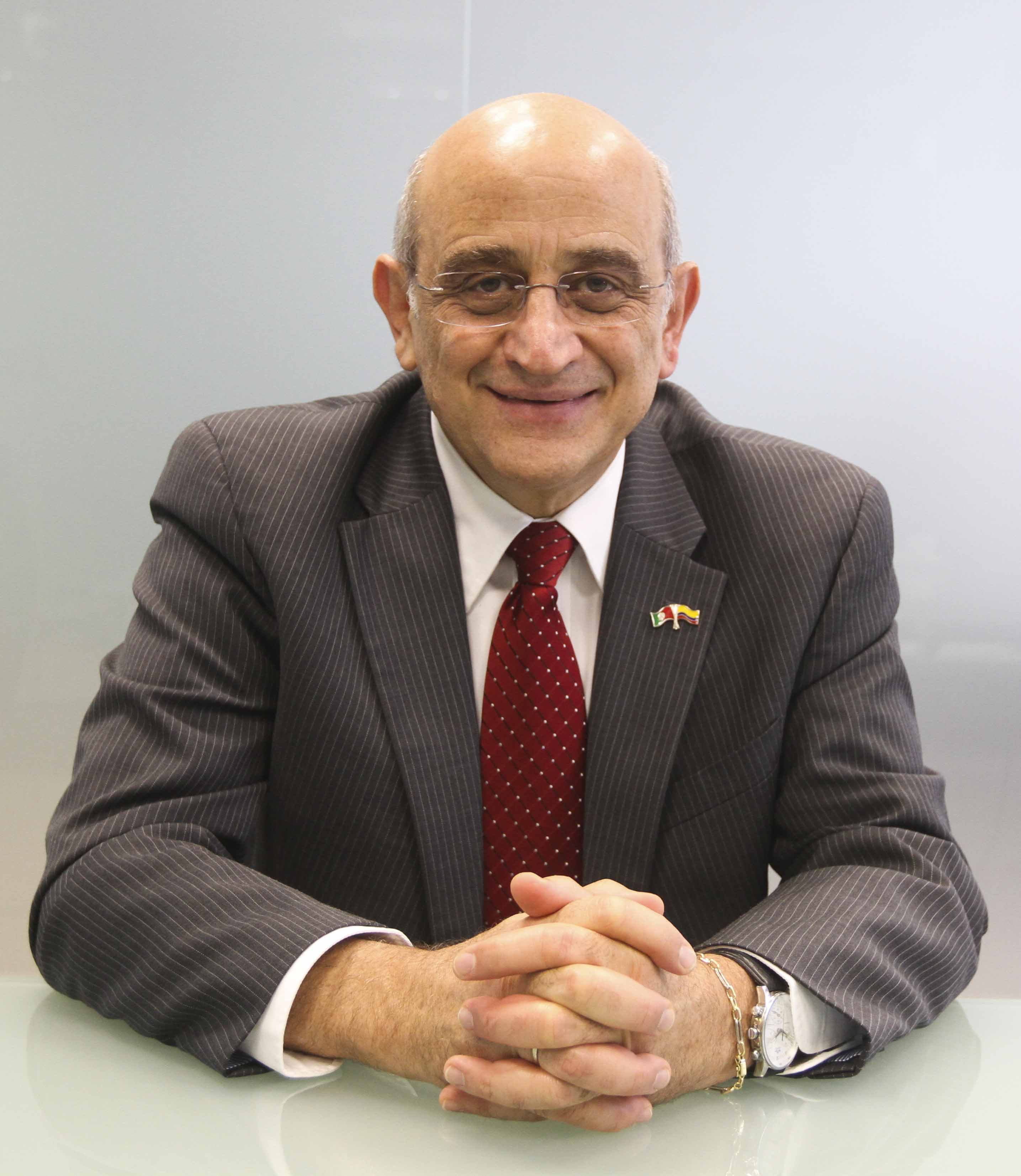
Germán Efromovich, Eigentümer der Avianca, November 2012.

Germán Efromovich (* 28. März 1950 in La Paz, Bolivien) ist ein Geschäftsmann mit brasilianischer, kolumbianischer und polnischer Staatsbürgerschaft. Efromovich war von 2004 bis 2019 CEO der Avianca Holdings. Sein Nettovermögen wird auf 1 Milliarde US-Dollar geschätzt.

## Leben
Auf der Suche nach einer neuen Heimat verließen seine jüdischen Eltern nach dem Zweiten Weltkrieg Polen Richtung Südamerika, zunächst nach Bolivien, wo er geboren wurde, später nach Chile, wo Germán Efromovich ab 1955 in Arica und ab 1964 in São Paulo, Brasilien, aufgezogen wurde. Er ist Absolvent der ehemaligen Faculdade de Engenharia Industrial (FEI) im Bundesstaat São Paulo, wo er das Fach Maschinenbau belegte.

## Karriere
Zu seinen Karrieren zählen der Verkauf von Enzyklopädien, die Synchronisation mexikanischer Filme ins Portugiesische und der Besitz einer Schule in São Bernardo do Campo, wo er in den 1980er Jahren einen Gewerkschaftsführer namens Luiz Inácio Lula da Silva unterrichtete, der später Präsident Brasiliens wurde.
Zunächst bei der Durchführung von Werkstoffprüfung für die staatliche brasilianische Ölgesellschaft Petrobras tätig, richtete Efromovich danach seine geschäftlichen Ziele auf den Bau und Verpachtung von Bohrinseln. Nachdem eine dieser Bohrinseln im Meer versunken war und eines darauffolgenden juristischen Disputs mit der Versicherung und der staatlichen Petrobras, wandte er sich dem Luftfahrgeschäft zu. Dies geschah eher zufällig, da einer der Kunden nicht bar bezahlen konnte, stattdessen überließ er zwei Flugzeuge als Pfand. Dies war der Anfang eines Lufttaxi-Unternehmens. Gemeinsam mit seinem fünf Jahre jüngeren Bruder José Efromovich gründete er die OceanAir; zunächst transportierten sie Beschäftigte der Ölindustrie in Macaé von und nach Rio de Janeiro.

„Zu der Zeit agierten wir im Ölgeschäft in Macaé. Ein Kunde konnte die Rechnung nicht bezahlen und bot zwei Flugzeuge im Austausch für die Dienstleistungen. So starteten wir mit den Flugzeugen Personal und unsere Freunde zu transportieren, die uns baten mitfliegen zu können. Ich erkannte dann, dass ich damit Geld verdienen könnte.“

Zu seinen weiteren Geschäftsfeldern gehören Kraftwerke, Schiffswerften und Produkte für die medizinische Industrie.

### Avianca und Synergy Group
Im Jahr 1998 gründete Efromovich die brasilianische Fluglinie OceanAir, die April 2010 in Avianca Brazil umbenannt wurde. 2004 kaufte er die kolumbianische Fluglinie Avianca für 64 Mio. US$ sowie die Übernahme von 220 Mio. US$ Schulden und Leasingverbindlichkeiten. Heute verfügt die Fluggesellschaft über eine Flotte von mehr als 150 größeren Flugzeugen.
Er hält Kontrolle und Anteile an seinem 2003 gegründeten Unternehmen Synergy Group, einem industriellen Mischkonzern. Das Unternehmen bietet Dienstleistungen bei Öl-Explorationen und bedient inländische Fluggesellschaften. Das Unternehmen engagiert sich ansonsten in der Stromerzeugung sowie im Erdöl- und Telekommunikationssektor. Das Unternehmen hat seinen Sitz in Rio de Janeiro. Efromovich ist außerdem mit der Subholding Synergy Aerospace Corp. mit Sitz in Bogotá, zu der die Avianca Holdings gehört, bei Wayraperú, VIP Ecuador und Avianca (Brasil) beteiligt.
Ende 2004 erklärte sich Efromovichs Unternehmen bereit, eine Mehrheitsbeteiligung an Avianca zu erwerben, die zu diesem Zeitpunkt unter dem Schutz eines Insolvenzverfahrens stand. Die Synergy Group erwarb daraufhin 2005 die restlichen Anteile an Avianca.
Im Februar 2010 fusionierten Avianca und TACA zu AviancaTaca. Die Holding-Gesellschaft AviancaTaca machte in 2011 einen Gewinn 202 Mrd. Pesos (US$ 114 Mio.). Nach dem Zusammenschluss war Avianca die zweitgrößte Fluggesellschaft in der Region, gemessen am Umsatz, hinter der chilenisch-brasilianischen LATAM Airlines Group.
Efromovich ist seit dem 16. Juni 2007 Direktor der Pacific Rubiales Energy Corp und Pacific Stratus Energy. Er war Geschäftsführer der AviancaTaca (ab 2013 Avianca-Holding) von 2004 bis 2019. Er musste auf Druck von United Airlines den Posten im Frühjahr 2019 räumen. Der Grund waren „nicht erfüllte Bedingungen“ eines Kredits von United von 456 Millionen US-Dollar an Avianca.
Efromovich war Mitglied des Board of Governors der International Air Transport Association (IATA) bis 2019.
Efromovich ist Präsident einer 2022 gegründeten italienischen Fluggesellschaft, Aeroitalia.

### Kontroversen
Am 5. November 2017 enthüllten die Paradise Papers, eine Reihe vertraulicher elektronischer Dokumente über Offshore-Investitionen, dass Efromovich und die Tochtergesellschaft der Synergy Group Avianca Holdings mit einem Offshore-Konglomerat verbunden waren, welches für das Geschäft mit Flugzeug-Holdings mit Verzweigungen in Bermuda, Panama und Zypern genutzt wurde.
Am 19. August 2020 wurden Efromovich und sein Bruder José im Rahmen der Operation Car Wash in São Paulo verhaftet, weil sie verdächtigt wurden zwischen 2009 und 2013 Bestechungsgelder in Höhe von rund 40 Millionen Real an Führungskräfte von Petrobras und Transpetro gezahlt zu haben. Beide Verhaftungen erfolgten vorsorglich, und die Brüder wurden angesichts der Covid-19-Pandemie unter Hausarrest gestellt. Efromovich beharrte seine Unschuld, ein brasilianisches Gericht eröffnete jedoch im September 2020 einen Prozess. Der Haftbefehl gegen beide Brüder wurde am 11. November 2020 aufgrund eines Habeas-Corpus-Antrags ihrer Verteidigung aufgehoben, die einstweilige Verfügung und die Präventivmaßnahmen wurden aufrechterhalten.
2021 wurden Germán und José Efromovich freigesprochen.

## Privates
Als Anerkennung seines Engagements mit Investitionen bei Avianca sowie in großen Ölfeldern, erhielt er 2005 die kolumbianische Staatsbürgerschaft zugesprochen. Seine Familie war jüdischer Abstammung und stammt ursprünglich aus Polen, wodurch er durch das Abstammungsprinzip 2012 seine polnische Staatsbürgerschaft hat feststellen lassen. Germán hat einen fünf Jahre jüngeren Bruder mit Namen José Efromovich, mit dem er zusammenarbeitet. Er ist verheiratet mit Hilda Efromovich, hat drei Töchter und lebt abwechselnd in São Paulo und Bogotá.
Es ist bekannt, dass er einfache Gewohnheiten hat. Auf internationalen Flügen reist er in der Economy Class, er hat keinen Privat-Jet und sein Auto war 2005 mehr als vier Jahre alt. Efromovich hat einen Youtube-Kanal, über den er seit 2021 Videos veröffentlicht.